# Coelospermum dasylobum
Coelospermum dasylobum är en måreväxtart som beskrevs av David A. Halford och A.J.Ford. Coelospermum dasylobum ingår i släktet Coelospermum och familjen måreväxter. Inga underarter finns listade i Catalogue of Life.